# توماس وليامز (لاعب كرة قدم أمريكية)
توماس وليامز (بالإنجليزية: Thomas Williams)‏ هو لاعب كرة قدم أمريكية أمريكي، ولد في 25 ديسمبر 1984 في فاكافيلي في الولايات المتحدة.

## وصلات خارجية
- توماس وليامز على موقع مرجع كرة القدم المحترفة.كوم (الإنجليزية)